# カミュ (コニャック)
カミュ (Camus) は、フランスはコニャック地域に拠点を置くコニャックのブランド。ジャン＝バティスト・カミュがコニャックの生産者グループを組織し、「ラ・グランド・マルク」のブランド名のもとでその販売を開始した1863年以来、カミュ一族が5世代にわたって受け継いできた。
現在はカミュ家の5代目にあたるシリル・カミュが、3大陸にまたがる８カ国500人の従業員を率いている。カミュの商品は世界のほとんどの国、ほぼ全ての国際空港、そして数多くの航空路線で販売されている。

## 5世代

### ジャン＝バティスト・カミュ
ワイングロワー（ブドウ栽培・ワイン醸造業者）であったジャン＝バティスト・カミュ（1835–1901年）は、コニャック・ハウス設立ためにコニャックの蒸留、販売を手がけるようになった。熟成コニャックの生産と供給の観点から、安定した品質水準を保証するための共同事業体を組織する必要があると判断。1863年に「ラ・グランド・マルク」を創設し、そのブランドのもとで販売を始めた。ラ・グランド・マルクの最初の輸出先はイングランドであった。ジャン＝バティストは「カミュ一族がブドウからグラスまでの全てのプロセスを統括、コントロールしなければならない」という原則を確立するため、パートナーたちの共有権を買い取り、「カミュ・ラ・グランド・マルク」を創設した。

### エドモン・カミュとガストン・カミュ
1894年にジャン＝バティストの上の息子エドモン（1859–1933年）が事業に参加し、生産に全面的に関わり父を支えた。カミュはエドモンの指揮のもとで、樽ではなくラベリングされたボトルでコニャックを売る最初のコニャック・ハウスの一つとなるなど、世間にその高い品質が広く認知されブランドの確立に繋がった。またフランス市場における売り上げを伸ばすことにも成功した。
エドモンの弟ガストン（1865–1945年）は1896年に事業に加わった。輸出販売の分野に専念し、後にカミュが帝室御用達コニャックにもなるロシアへの販路を開拓した。

### ミシェル・カミュ
ミシェル・カミュ（1911–1985年）が1932年に事業に加わった時、彼はまだ21歳の若さであった。ミシェルはカミュとロシアとの関係構築を継続し、1959年にはフランスとロシアの間における独占的なスピリッツ輸出入契約を獲得した。
1960年代初頭、アメリカのDFSギャラリアとの取引を開始し、旅行者を対象にリモージュ磁器やバカラ・クリスタルのデキャンタなど様々な贈答用パッケージを展開。また、上質なナポレオン品質のコニャックを、業界では初めてとなる特徴的な磨りガラスのボトルに収め販売を促進した。

### ジャン＝ポール・カミュ

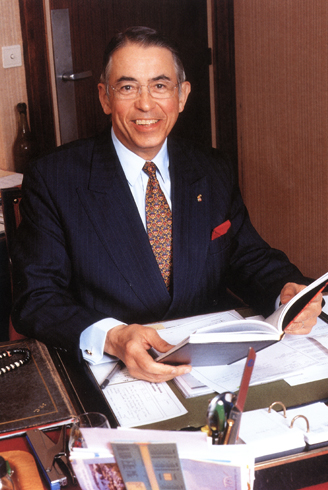
ジャン＝ポール・カミュ

1945年生誕。1977年から事業に加わり、マスター・ブレンダーとして父ミシェルを支えた。また、古くからカミュの拠点があるボルドリーの栽培地域周辺を中心にブドウ畑を新たに買い入れたほか、蒸留所と貯蔵施設を新設した。
アジア太平洋地域における空港や航空路線での免税販売で、父の商売哲学も追求した。DFSギャラリアのチャック・フィーニーとの世界独占販売契約によりカミュの利益は年間1億ドルにのぼり、カミュ ナポレオンは1980年代における最も販売数の多いコニャックとなった。また、日本において最も人気のあるコニャックとなった。

### シリル・カミュ
シリル・カミュ（1971年生誕）は、アメリカのバブソン大学で経営学の学位を取得後、1994年に上海でカミュの貿易関係部長に就任した。その後1998年にコニャックに戻りマーケティング部長に就任。免税店市場向けに開発される数多くの新商品を監督し、カミュ家所有のブドウ農園から作られたボルドリー産のシングル・クリュ・コニャック「ボルドリーXO」のほか、フランスのレ島で作られるコニャック「イル・ド・レ」を開発した。2004年に代表に就任。「カミュ エレガンス」シリーズを開発した。

## 年表
- 1863年 - 創設

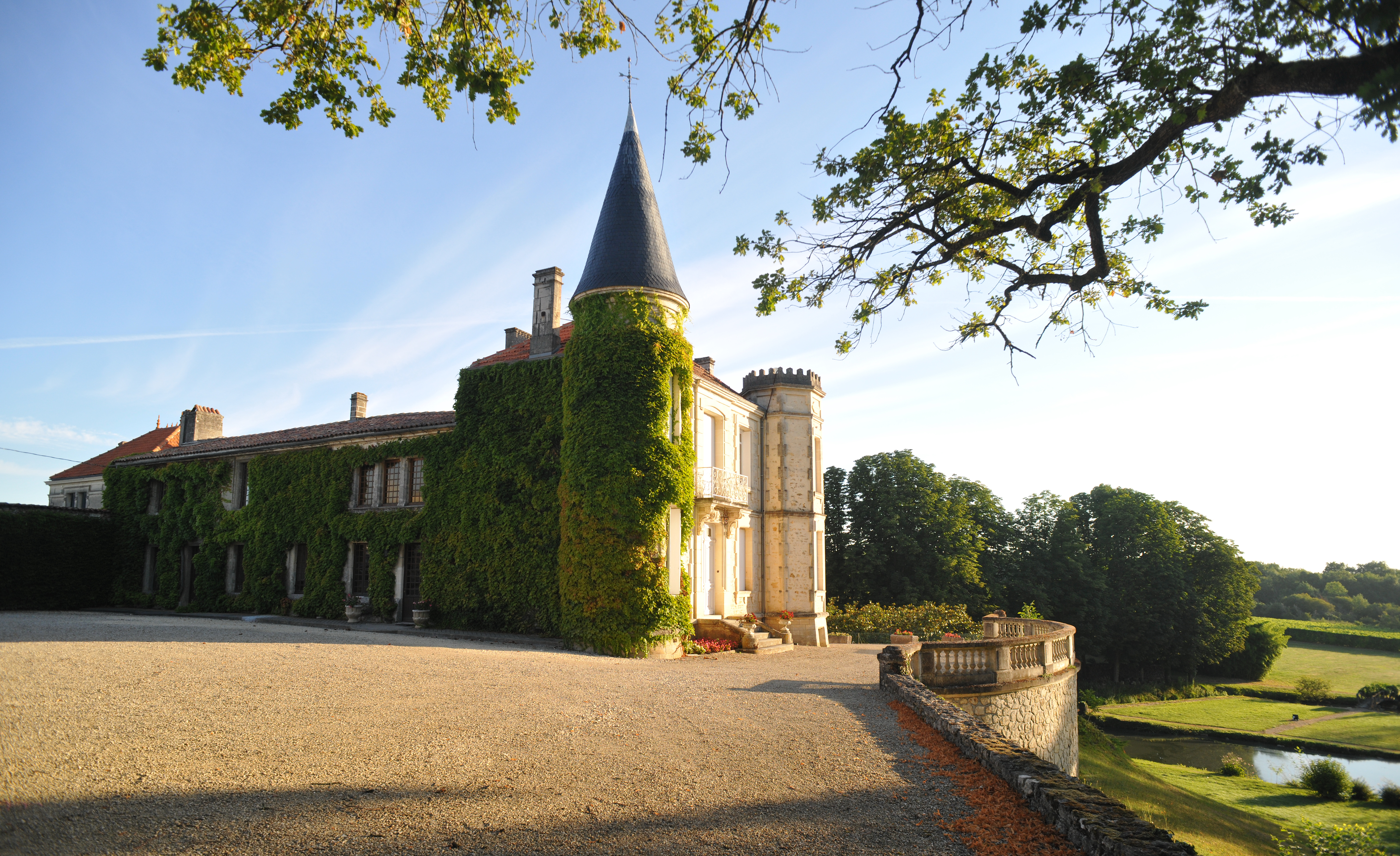
カミュ家が発祥したシャトー・プレシ

- 1910年 - ロシア帝室御用達コニャックとなる
- 1960年 - 免税店市場に参入
- 1971年 - 香港における初めてのオフィスを開設
- 1991年 - ボルドリー地域のブドウ農園を拡張
- 2000年 - カミュのフラッグシップ商品となる最初のカミュ ボルドリーXOを発売
- 2007年 - 中国における子会社、远流を設立
- 2008年 - アメリカにおける子会社、CIL USを始動。カミュ・ベトナム・オフィスを開設
- 2009年 - メゾン・カミュと、北京のメゾン・カミュ・ラウンジが初開店[2]

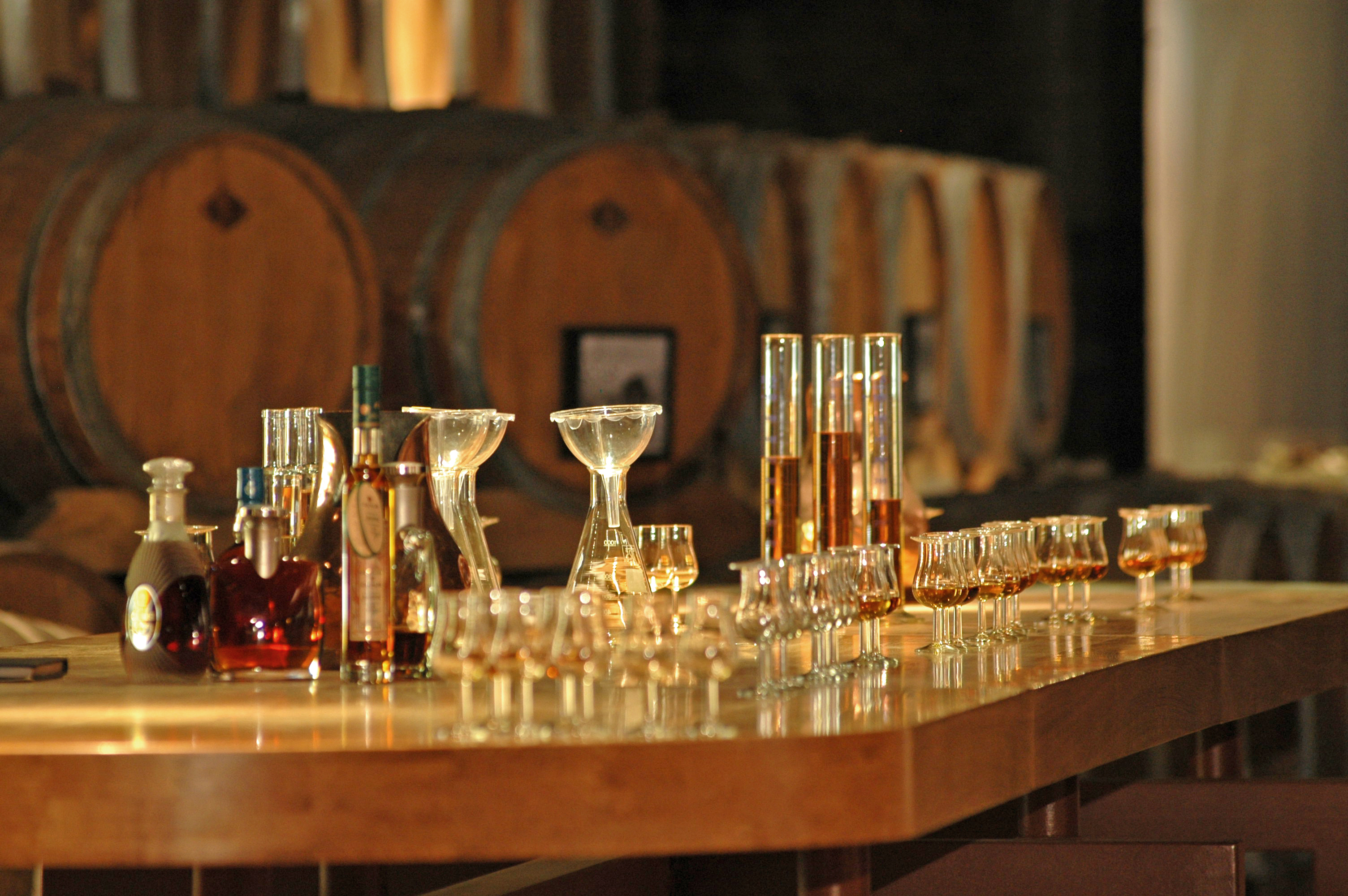
カミュのアトリエ